# Sapphoncaea moria
Sapphoncaea moria är en kräftdjursart som beskrevs av Motoda och Minoda 1974. Sapphoncaea moria ingår i släktet Sapphoncaea och familjen Oncaeidae. Inga underarter finns listade i Catalogue of Life.